# Schloss Hepberg

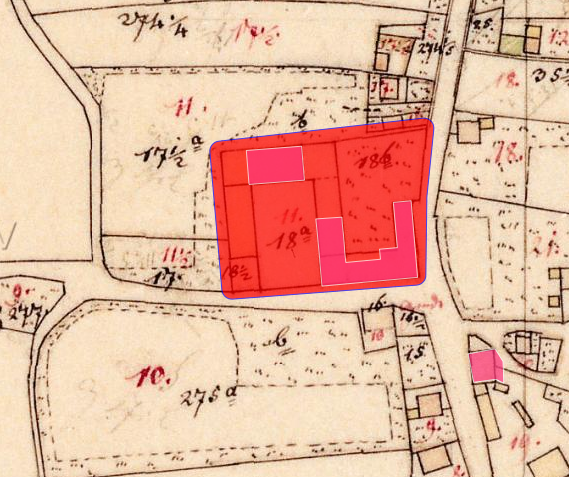
Lageplan von Schloss Hepberg auf dem Urkataster von Bayern

Schloss Hepberg ist ein ehemaliges Schloss in der Gemeinde Hepberg im Landkreis Eichstätt von Bayern. Es ist jetzt ein Wohn- und Gasthaus. Die Anlage ist unter der Aktennummer D-1-76-131-2 als denkmalgeschütztes Baudenkmal von Hepberg verzeichnet. Ebenso wird sie als Bodendenkmal unter der Aktennummer D-1-7134-0151 im Bayernatlas als „mittelalterliche und frühneuzeitliche Befunde im Bereich des ehem. Schlosses von Hepberg“ geführt.

## Geschichte
Das Schloss wurde 1728 vom damaligen Hofmarksherrn Johann Joachim Joseph Kastulus Freiherr von Liechtenau errichtet. 1740 kam es an Freiherr Felix Joseph Müller von Gnadenegg und 1768 durch Kauf an Maximilian Anton Nepomuk Edler von Stubenrauch. Die Bayerische Akademie der Wissenschaften richtete 1771 im Schloss eine kurfürstlich privilegierte „Real-Landschule“ ein, die zeitweilig bis zu 250 arme und verwahrloste Zöglinge aus dem Kurfürstentum Bayern aufnahm. 1778 wurde die Anstalt wieder geschlossen.
Der zweigeschossige Hauptbau wird heute zu Wohnzwecken genutzt. In ihm ist auch die „Schloss-Gaststätte“ untergebracht. Seit 1993 findet in dem historischen Gebäude eine alljährliche Stallweihnacht statt. Zu den Aufführungen dieser bayerischen Krippe mit Volksmusik, lebenden Figuren und Tieren kommen jedes Jahr 2000 Besucher.

## Beschreibung
- Zweigeschossiger Hauptbau eines großen Gutshofes, mit Walmdach, 18. Jahrhundert auf spätmittelalterlicher Grundlage
- Große Scheune, Ostteil massiv, mit Kalkplattendach, 18. Jahrhundert, Westteil mit Walmdach, wohl Anfang 19. Jahrhundert[1]